# Gianluca Cappellato
Gianluca Cappellato (Verona, 23 aprile 1964) è un ex giocatore di calcio a 5 italiano.

## Carriera

### Calcio
Dopo aver militato nelle giovanili della provincia di Verona, passa dapprima in Promozione, poi all'Audace Calcio e nel 1985 alle Officine Bra, disputando due campionati in Interregionale (ex serie D).

### Calcio a 5

#### Club
Nel 1987 passa al calcio a 5, venendo tesserato dall'Hellas Verona; diventa protagonista nei play-off di Roma nel 1991 e riceve il riconoscimento di essere convocato in nazionale. Dapprima partecipa al Mondiale Universitario di Malaga per poi partecipare al mondiale FIFA Futsal World Championship 1992 ad Hong Kong.  Nelle stagioni 1997-1998 e 1998-1999 gioca con il Milano in Serie A. Nella stagione 1999-2000 rientra a Verona e fa parte della rosa della neopromossa Green Life Verona sempre in Serie A, mentre in quella successiva si accorda con il Cadoneghe in Serie B. Nella stagione 2002-2003 gioca con l'Elledue Verona in Serie C1 del Veneto. Insieme all'altro ex-nazionale Alfredo Esposito nella stagione 2003-2004 milita per l'"A.C. Scardoni Sambugar" di Povegliano Veronese con cui vince il campionato di Serie C2 del Veneto ricoprendo il doppio ruolo di allenatore-giocatore. Con il Sambugar disputerà tre stagioni di Serie C1, l'ultima è quella del 2005-2006.

#### Nazionale
Come massimo riconoscimento in carriera Cappellato vanta la partecipazione, con la nazionale italiana, al FIFA Futsal World Championship 1992 ad Hong Kong dove gli azzurri sono stati eliminati al primo turno della manifestazione per mano di  Paesi Bassi e Iran. Oltre a ciò ha partecipato al Mondiale Universitario di Malaga (2001), dove gli azzurri si sono classificati 3. Ha realizzato la doppietta con la quale gli azzurri hanno eliminato il Brasile ai quarti, vincendo 2-1